# Cayeux Military Cemetery
Cayeux Military Cemetery is een Britse militaire begraafplaats met gesneuvelden uit de Eerste Wereldoorlog, gelegen in het Franse dorp Cayeux-en-Santerre (departement Somme). De begraafplaats werd ontworpen door William Cowlishaw en ligt in het veld op 850 m ten zuidwesten van het dorpscentrum (Église Saint-Martin). Het terrein ligt op een heuvel en heeft een onregelmatige vorm dat gedeeltelijke wordt omgeven door een natuurstenen muur en een haag. Vanaf de weg van Beaucourt-en-Santerre naar Cayeux voert een landweg van 190 m naar de ingang van de begraafplaats. Daarna leidt een trap van meer dan twintig treden naar het eigenlijke terrein. Het Cross of Sacrifice staat op een hoger terras in de oostelijke hoek. 
Op de begraafplaats liggen 216 doden begraven (waaronder 114 niet geïdentificeerde) en wordt onderhouden door de Commonwealth War Graves Commission.

## Geschiedenis
Het dorp dat reeds vroeg in de oorlog in Britse handen was werd op 27 maart 1918 door de Duitse troepen tijdens hun lenteoffensief heroverd, maar werd op 8 augustus 1918, de eerste dag van de Slag bij Amiens, door het Canadian Corps terug ingenomen. De begraafplaats werd vroeg in de oorlog door Franse eenheden aangelegd en in maart, april en mei 1917 door het 36th Casualty Clearing Station gebruikt. In maart en augustus 1918 werden nog gesneuvelden bijgezet. Na de wapenstilstand werden nog graven toegevoegd die afkomstig waren van het slagveld ten noorden van het dorp en de Marcelcave French Military Cemetery waar 1 Britse gesneuvelde lag.
Onder de geïdentificeerde doden zijn er 101 Britten en 1 Indiër.

### Onderscheiden militairen
- Alexander Nicholson Drysdale, kapitein bij de Highland Light Infantry werd onderscheiden met het Military Cross (MC).
- S.M. Goode, korporaal bij het Gloucestershire Regiment en George Small Anderson, soldaat bij de Highland Light Infantry werden onderscheiden met de Military Medal (MM).